# Marek Mboya Kotieno
Marek Mboya Kotieno (auch Mark Mboya Kotieno) (* 23. März 2000 in Mombasa) ist ein deutsch-polnischer Basketballspieler.

## Werdegang
Der Sohn einer polnischen Mutter und eines kenianischen Vaters wuchs teils in Polen und in Braunschweig auf. Er spielte in der Jugend der SG Braunschweig, in der Saison 2016/17 weilte er für ein Jahr an der Pine Island High School im US-Bundesstaat Minnesota. Für die Jugendmannschaft des Bundesligisten Basketball Löwen Braunschweig spielte er in der Nachwuchs-Basketball-Bundesliga, 2018/19 zusätzlich mittels Doppellizenz in der 2. Bundesliga ProB für die Herzöge Wolfenbüttel.
Im Sommer 2019 verpflichtete Bundesligist Telekom Baskets Bonn den Innenspieler und stattete ihn mit einem Zweitspielrecht für Einsätze mit den Dragons Rhöndorf aus. Im Frühjahr 2021 wurde er an den Drittligisten Basketball Löwen Erfurt verliehen. Sein erstes Spiel für Bonn in der Basketball-Bundesliga bestritt Mboya Kotieno in der Saison 2021/22.
Er wechselte zur Saison 2022/23 zum Zweitligisten Wiha Panthers Schwenningen. Mit der Mannschaft stieg er in der Saison 2022/23, während derer die Schwenninger Insolvenz anmeldeten und wegen Regelverstößen Punktabzug erhielten, als Tabellenletzter ab. Mboya Kotieno bestritt 33 Spiele für den Verein und erzielte im Durchschnitt 6,6 Punkte je Begegnung.
Nach seiner Schwenninger Zeit wechselte er in der Sommerpause 2023 zum polnischen Erstligisten PGE Spójnia Stargard. Im November 2023 wechselte er innerhalb Polens zum Zweitligisten Niedźwiadki Przemyśl. Mboya Kotieno kehrte zur Saison 2024/25 nach Deutschland zurück, Drittligist RheinStars Köln nahm ihn unter Vertrag.